# Atrichopogon falcis
Atrichopogon falcis är en tvåvingeart som beskrevs av Meillon och Wirth 1981. Atrichopogon falcis ingår i släktet Atrichopogon och familjen svidknott. Inga underarter finns listade i Catalogue of Life.